# 阿隆索特吉
阿隆索特吉（西班牙語：Alonsótegui）是西班牙巴斯克自治区比斯开省的一个市镇。总面积16平方公里，总人口2662人（2001年），人口密度166人/平方公里。